# ルイ・アガシー
ジャン・ルイ・ルドルフ・アガシー（Jean Louis Rodolphe Agassiz、1807年5月28日 - 1873年12月14日）は、スイス出身のアメリカ合衆国の生物学者・地質学者。ヌーシャテル大学教授、ハーバード大学教授。ウォラストン・メダル受賞者。
一般に氷河時代の発見者として知られる。全5巻からなる『化石魚類』の著者としても知られ、ジョルジュ・キュヴィエなどの学者の知遇を得た。
海洋学者のアレキザンダー・アガシーは息子。

## 生涯

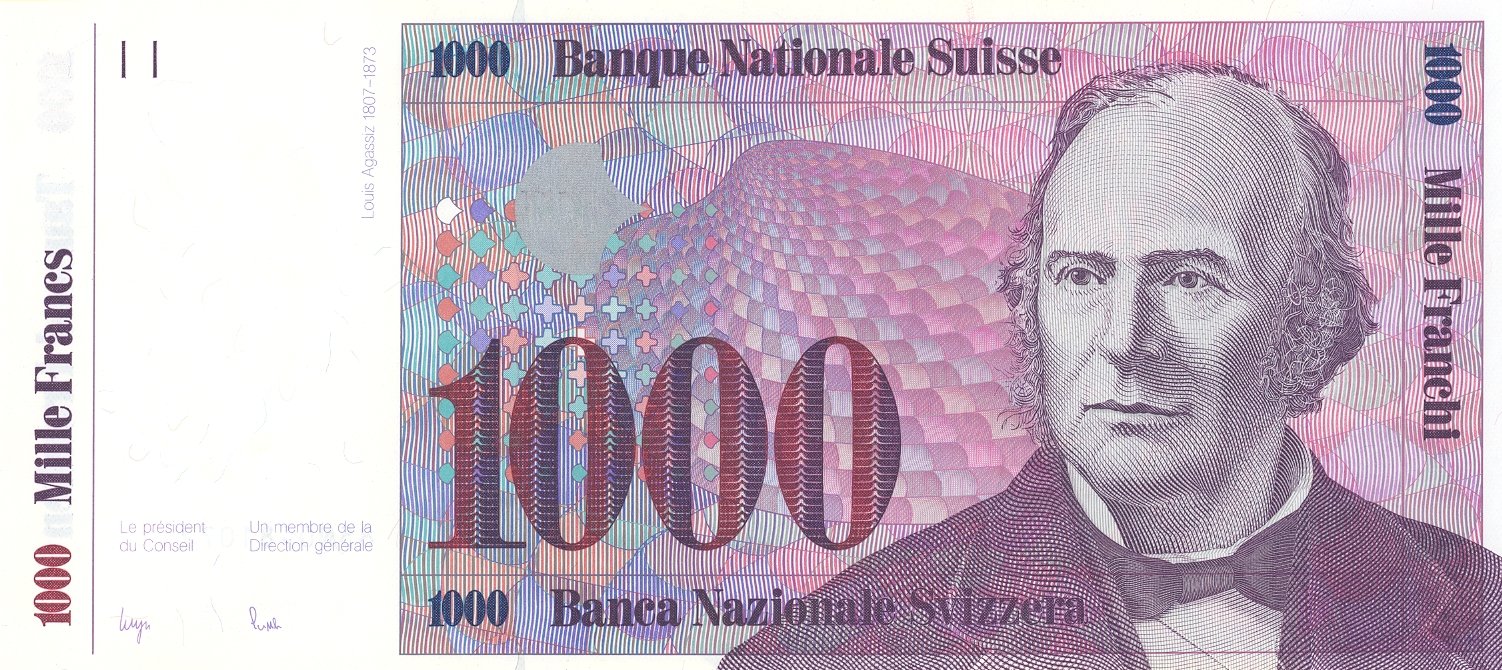
旧1000スイス・フランに描かれたルイ・アガシー

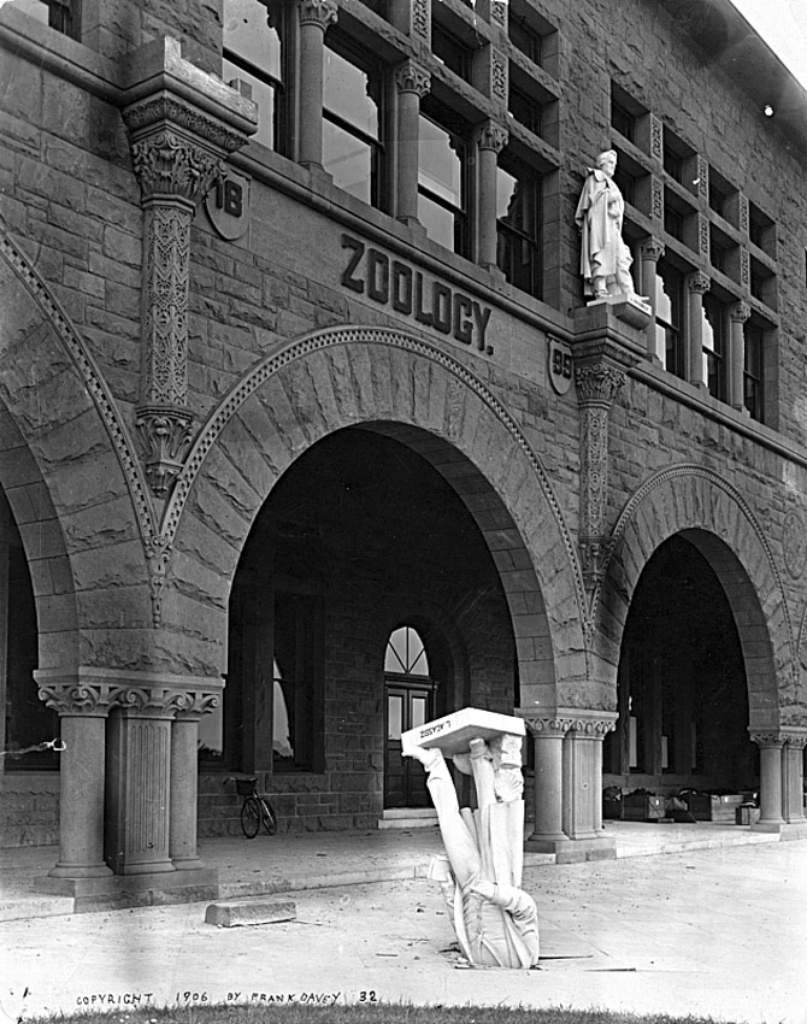
1906年のサンフランシスコ地震で落下したアガシーの像（スタンフォード大学）

スイス、フリブール州出身。チューリッヒ大学、ハイデルベルク大学、ミュンヘン大学などで教育を受け、エアランゲン＝ニュルンベルク大学より博士号を取得。
はじめ地質学、氷河学に関する研究を行っていたが1846年渡米し、1847年合衆国沿岸測量局の調査船で観測する機会を得て以後、海洋学の研究に没頭した。数度に渡る西インド、南米沿岸の調査でドレッジによる底生生物の採集を行い、その調査から大洋と大陸は太古と変わらぬ位置を占め恒久的な存在であるという説を出した。
水産学に対する貢献も大きく、またチャールズ・ダーウィンの進化論に対する有力な反対者であった。「書物ではなく、自然を学べ」（Study nature, not books）という名言を残す。『種の起源』出版直後から科学的方法論を根拠に反論を展開した。
1836年には地質学の業績によってウォラストン・メダルを受賞した。
1837年、スイス自然科学界の年次総会において氷河時代について講演した。内容は北半球全体が一つの巨大な氷河であったと発表したので、会場は騒然とし、反対意見多く論争は3日間続いたという。後に「ヌーシャテルの講演」と記憶されるようになった。
1863年にアメリカ科学アカデミーの創設会員となり、初代の渉外書記を務めた。同年にスミソニアン協会の理事に任命された。

## 人物
- カリフォルニア州のスタンフォード大学にアガシーの大理石像があったが、1906年のサンフランシスコ地震で台座から落ち、逆立ち状態でコンクリートの床にめり込んだ。
- 月のアルプス山脈南端、雨の海の北東端に位置するアガシ岬は彼に因んで名付けられた。
- スイスの第7次紙幣の1000フランにその肖像が描かれたが、この紙幣は発行されることはなかった。
- 多元起源説を支持し、人種の複数起源を唱えたことが、科学的人種差別を正当化する根拠として批判を受けた[8]。
- 妻のエリザベス・キャボット・キャリーは女子高等教育協会を共同設立し、後のラドクリフ・カレッジの前身となる教育機会を創出した[9]。